# Galardón Letras del Mediterráneo
Castellón Letras del Mediterráneo  es un galardón literario que nace como herramienta de promoción de Castellón a través de la literatura.

## Galardón
Los escritores españoles o extranjeros, de solvente trayectoria, que en España publiquen su obra en cualquiera de las lenguas oficiales de la Comunidad Autónoma Valenciana.
El galardón se otorga en reconocimiento a esta trayectoria literaria, y el escritor premiado, al aceptarlo, se compromete a que su siguiente trabajo se sitúe narrativamente en la provincia de Castellón y sea publicado por una editorial con distribución nacional o internacional ese mismo año.
Para las ediciones de 2016 y 2017 se establecen cuatro premiados por año. En la edición de 2017 lo son por cuatro categorías: Novela romántica, novela policíaca, novela histórica y narrativa contemporánea.
La editorial que publique la obra facturará este importe a la Excelentísima Diputación de Castellón que constará de 10.000 euros + IVA para cada ganador o ganadora.
En la Gala de entrega de los premios se da un premio especial a la obra más votada por el público, en el año 2016 la ganadora resultó la escritora Dolores García recibiendo una escultura del escultor Luis Bolumar y en 2017 la ganadora fue Megan Maxwell con la escultura de Melchor Zapata. 
En la edición de 2019, Marin Ledun se convirtió en el primer autor francés en obtener el galardón. 

## Autores ganadores 1º Edición
- Juan Bolea
- Dolores García Ruiz "Ganadora del Premio del público Luis Bolumar"
- José Luis Rodríguez del Corral
- Alejandro Martínez Gallo

## Autores ganadores 2º Edición
- Megan Maxwell "Ganadora del Premio del público Melchor Zapata"
- Rosa Ribas
- León Arsenal
- Julio César Cano

## Autores ganadores 3º Edición
- Espido Freire
- Paz Castelló
- Pere Cervantes
- Lola P. Nieva

## Autores ganadores 4º Edición
- Anna Casanovas
- Fernando Martínez Laínez
- Marín Ledun
- Marta Robles

## Autores ganadores 5º Edición
- Nacho Abad
- Carlos Fidalgo
- Graziella Moreno
- Teresa Cameselle